# Liste der Staatsräte der Republik und des Kantons Wallis
Die Liste der Staatsräte der Republik und des Kantons Wallis führt die Mitglieder des Staatsrates des Kantons Wallis, der Kantonsregierung, auf (seit 1802).

## 1802–1810

### Staatsräte
| Amtszeit  | Name                        |
| --------- | --------------------------- |
| 1802–1807 | Anton Augustini             |
| 1802–1806 | Charles-Emmanuel de Rivaz   |
| 1802–1805 | Kaspar Eugen von Stockalper |
| 1804–1808 | Jakob Valentin Sigristen    |
| 1806–1809 | Michel Dufour               |
| 1807–1810 | Leopold de Sepibus          |
| 1808–1810 | Kasimir Lang                |
| 1809–1810 | Isaac de Rivaz              |
| 1810–1810 | Kaspar Eugen von Stockalper |

### Statthalter
| Amtszeit  | Name                      |
| --------- | ------------------------- |
| 1802–1807 | Jacques de Quartéry       |
| 1802–1806 | Joseph du Fay de Lavallaz |
| 1802–1805 | Pierre-Antoine de Preux   |
| 1805–1808 | Gaspard-Etienne Delasoie  |
| 1806–1809 | Emmanuel Gay              |
| 1807–1810 | Janvier de Riedmatten     |
| 1808–1810 | Pierre-Antoine de Preux   |
| 1809–1810 | Bruno Gay                 |
| 1810–1810 | Nikolaus Roten            |

## 1815–1839
| Amtszeit  | Name                        |
| --------- | --------------------------- |
| 1815–1817 | Libérat de Courten          |
| 1815–1821 | Charles-Emmanuel de Rivaz   |
| 1815–1817 | Leopold de Sepibus          |
| 1815–1817 | Gaspard-Etienne Delasoie    |
| 1815–1819 | Eugen von Stockalper        |
| 1817–1839 | Maurice de Courten          |
| 1817–1839 | Michel Dufour               |
| 1817–1821 | Nikolaus Roten              |
| 1819–1826 | Kaspar Eugen von Stockalper |
| 1821–1823 | Anton Augustini             |
| 1821–1823 | Emmanuel Gay                |
| 1823–1830 | Charles-Emmanuel de Rivaz   |
| 1823–1832 | Leopold de Sepibus          |
| 1827–1837 | Eugen Allet                 |
| 1830–1833 | Jean-Philippe Morand        |
| 1832–1939 | Moritz von Stockalper       |
| 1833–1835 | Gaspard-Etienne Delasoie    |
| 1835–1839 | Jean-Philippe Morand        |
| 1837–1839 | Joseph Theodul Burgener     |

## 1839–1847
| Amtszeit  | Name                      |
| --------- | ------------------------- |
| 1839–1843 | Maurice Barman            |
| 1839–1840 | Jean-Baptiste Briguet     |
| 1839–1843 | Joseph Theodul Burgener   |
| 1839–1843 | François Delacoste        |
| 1839–1841 | Janvier de Riedmatten     |
| 1840–1843 | Franz Kaspar Zen Ruffinen |
| 1841–1843 | Charles-Louis de Rivaz    |
| 1843–1847 | Joseph Anton Clemenz      |
| 1843–1843 | Xavier de Cocatrix        |
| 1843–1847 | François de Kalbermatten  |
| 1843–1847 | Joseph Gross              |
| 1843–1847 | Ignaz Zen Ruffinen        |
| 1843–1844 | Pierre Torrent            |
| 1844–1847 | Wilhelm von Kalbermatten  |
| 1847–1847 | Ferdinand von Stockalper  |

## Seit 1848
| Amtszeit  | Name                          |
| --------- | ----------------------------- |
| 1848–1850 | Maurice Barman                |
| 1848–1853 | Maurice Claivaz               |
| 1848–1853 | Alexandre de Torrenté         |
| 1848–1853 | Hippolyte Pignat              |
| 1848–1853 | François-Joseph Rey           |
| 1848–1850 | Klemens Wellig                |
| 1848–1855 | Franz Kaspar Zen Ruffinen     |
| 1850–1853 | Maurice-Antoine Cretton       |
| 1850–1871 | Leopold de Sepibus            |
| 1853–1857 | Maurice Barman                |
| 1853–1871 | Charles-Louis de Bons         |
| 1853–1857 | Joseph Rion                   |
| 1855–1870 | Alexis Allet                  |
| 1857–1871 | Antoine de Riedmatten         |
| 1857–1863 | Antoine Luder                 |
| 1863–1871 | Antoine Ribordy               |
| 1871–1883 | Henri Bioley                  |
| 1871–1893 | Joseph Chappex                |
| 1871–1872 | Joseph Anton Clemenz          |
| 1871–1881 | Charles de Rivaz              |
| 1871–1876 | Ignaz Zen Ruffinen            |
| 1872–1893 | Alphons Walther               |
| 1876–1897 | Leo Luzian von Roten          |
| 1881–1905 | Henri de Torrenté             |
| 1883–1897 | Maurice Macognin de la Pierre |
| 1893–1897 | Jean-Marie de Chastonay       |
| 1893–1905 | Jules Ducrey                  |
| 1897–1902 | Achille Chappaz               |
| 1897–1901 | Johann Baptist Graven         |
| 1897–1905 | Julius Zen Ruffinen           |
| 1901–1906 | Charles de Preux              |
| 1902–1904 | Laurent Rey                   |
| 1904–1913 | Henri Bioley                  |
| 1905–1925 | Joseph Burgener               |
| 1905–1916 | Arthur Couchepin              |
| 1905–1928 | Joseph Kuntschen senior       |
| 1906–1910 | Raphael von Werra             |
| 1910–1920 | Hermann Seiler                |
| 1913–1953 | Maurice Troillet              |
| 1916–1927 | Edmond Delacoste              |
| 1920–1925 | Joseph de Chastonay           |
| 1925–1937 | Paul de Cocatrix              |
| 1925–1931 | Oskar Walpen                  |
| 1927–1937 | Raymund Loretan               |
| 1928–1953 | Cyrille Pitteloud             |
| 1931–1937 | Josef Escher                  |
| 1937–1957 | Karl Anthamatten              |
| 1937–1942 | Oscar de Chastonay            |
| 1937–1945 | Albano Fama                   |
| 1942–1948 | Jean Coquoz                   |
| 1945–1965 | Marcel Gard                   |
| 1948–1965 | Oskar Schnyder                |
| 1953–1969 | Marcel Gross                  |
| 1953–1969 | Marius Lampert                |
| 1958–1973 | Ernst von Roten               |
| 1965–1979 | Arthur Bender                 |
| 1965–1977 | Wolfgang Loretan              |
| 1969–1985 | Guy Genoud                    |
| 1969–1981 | Antoine Zufferey              |
| 1973–1985 | Franz Steiner                 |
| 1977–1993 | Hans Wyer                     |
| 1979–1992 | Bernard Comby                 |
| 1981–1997 | Bernard Bornet                |
| 1985–1997 | Raymond Deferr                |
| 1985–1997 | Richard Gertschen             |
| 1992–2001 | Serge Sierro                  |
| 1993–2005 | Wilhelm Schnyder              |
| 1997–1999 | Peter Bodenmann               |
| 1997–2009 | Jean-René Fournier            |
| 1997–2009 | Jean-Jacques Rey-Bellet       |
| 1999–2009 | Thomas Burgener               |
| 2001–2013 | Claude Roch                   |
| 2005–2017 | Jean-Michel Cina              |
| 2009–2021 | Jacques Melly                 |
| 2009–2017 | Maurice Tornay                |
| 2009–2021 | Esther Waeber-Kalbermatten    |
| 2013–2017 | Oskar Freysinger              |
| 2017–2025 | Roberto Schmidt               |
| 2017–2025 | Frédéric Favre                |
| 2017–     | Christophe Darbellay          |
| 2021–     | Franz Ruppen                  |
| 2021–     | Mathias Reynard               |
| 2025–     | Franziska Biner               |
| 2025–     | Stéphane Ganzer               |